# Vasja Pirc
Vasja Pirc, slovenski šahovski velemojster, * 19. december 1907, Idrija, † 3. junij 1980.
V Ljubljani in na Dunaju je študiral geografijo in zgodovino. Zaključil je študij geografije, potem pa se je v celoti posvetil šahu. Na turnirju v Rogaški Slatini je že leta 1929 dobil naslov mednarodnega mojstra. Velemojstrski naslov je pridobil leta 1938 (naslov je bil podeljen leta 1953).
Po njem nosi ime Pirčeva otvoritev (1.e4 d6).

### Najboljši rezultati
- 1938 Lodz: 1. Pirc, 2. Tartakower, 3. Eliskases
- 1938 Harzburg: 1. mesto
- 1947 Teplice-Sanov: 1.-2. mesto
- 1949 Bled-Ljubljana, dvoboj s svetovnim prvakom Maksom Euwejem 5:5
- 1950 1. mesto z ekipo na šahovski olimpiadi v Dubrovniku (srebrna medalja na 2. deski)
- Petkrat prvak Jugoslavije (1935, 1936, 1937, 1948, 1953)